# Чернушка (приток Химки)
Черну́шка — река, протекающая в северо-западной части Москвы, впадает в канал имени Москвы в южной части шлюза № 8. Длина по разным данным составляет от 3,8 до 6 км, значительная часть заключена в коллектор. Приток реки Химки.

## Описание
Исток реки находится в болоте на перекрёстке Ленинградского шоссе и Никольского тупика, затем русло проходит через лесопарк Покровское-Стрешнево (на ряде карт — Покровское-Глебово) и усадьбу Покровское-Стрешнево (в 1978 году объявлена памятником природы).
Гидроним является примером распространённых т. н. «цветовых» названий. Лексема «чёрный» в названиях водоёмов часто обозначает тёмный оттенок воды (из-за наличия в ней органических соединений), либо разновидность прибрежных грунтов и т. д.
По данным ряда источников, до 1937 года, когда был сооружён канал «Москва — Волга» (в настоящее время канал имени Москвы), устье Чернушки было расположено в районе пересечения Волоколамского шоссе и реки Химки. Недалеко от устья до середины 1950-х годов находилось небольшое озеро площадью 30 м².
К концу второй декады XXI века на реке сформирован каскад из шести прудов: два ближайших к усадьбе сооружены на реке примерно в 1685 году, объединены в нынешний 7-й Иваньковский, но сохранились на своём историческом месте; 5-й — 2-й выкопаны примерно в 1968 году в заболоченной пойме; 6-й и 1-й Иваньковские пруды, а также очищенное и укреплённое камнем русло Чернушки у истока — результат работ последнего времени.
Рядом с ныне закрытой платформой Покровское-Стрешнево река Чернушка заключается в бетонную конструкцию и протекает в ней вдоль железнодорожной насыпи, лишь однажды выходя на поверхность рядом со станцией метро Щукинская. Хотя река протекает в подземном коллекторе, её долина отчётливо просматривается в современном рельефе Москвы.